# Liga Nacional de Nueva Zelanda 1990
La Liga Nacional de Nueva Zelanda 1990 fue la vigesimaprimera edición de la antigua primera división del país. El Waitakere City FC, que había sido fundado en 1989 para participar en la competición, conquistó el título.

## Ascensos y descensos
| Pos | de la Liga Nacional |
| --- | ------------------- |
| 14º | Papatoetoe          |

| Pos | de la Central League  |
| --- | --------------------- |
| 1º  | New Plymouth Old Boys |

## Equipos participantes
| Equipo                      | Ciudad         | Liga            |
| --------------------------- | -------------- | --------------- |
| University-Mount Wellington | Auckland       | Northern League |
| Manurewa AFC                | Auckland       | Northern League |
| North Shore United          | Auckland       | Northern League |
| Mount Maunganui             | Tauranga       | Northern League |
| Waikato United              | Hamilton       | Northern League |
| Miramar Rangers             | Wellington     | Central League  |
| Waitakere City FC           | Waitakere      | Northern League |
| Gisborne City               | Gisborne       | Central League  |
| Napier City Rovers          | Napier         | Central League  |
| New Plymouth Old Boys       | Nueva Plymouth | Central League  |
| Waterside Karori            | Wellington     | Central League  |
| Wellington United           | Wellington     | Central League  |
| Hutt Valley United          | Upper Hutt     | Central League  |
| Christchurch United         | Christchurch   | Southern League |

## Clasificación
| Pos | Equipo                      | PJ | G  | E  | P  | GF | GC | Dif | Pts |
| --- | --------------------------- | -- | -- | -- | -- | -- | -- | --- | --- |
| 1   | Waitakere City FC           | 26 | 20 | 2  | 4  | 60 | 24 | 36  | 62  |
| 2   | University-Mount Wellington | 26 | 18 | 6  | 2  | 54 | 19 | 35  | 60  |
| 3   | Christchurch United         | 26 | 15 | 4  | 7  | 50 | 32 | 18  | 49  |
| 4   | Waikato United              | 26 | 14 | 5  | 7  | 44 | 31 | 13  | 47  |
| 5   | Manurewa                    | 26 | 10 | 8  | 8  | 38 | 32 | 6   | 38  |
| 6   | Napier City Rovers          | 26 | 9  | 11 | 6  | 41 | 36 | 5   | 38  |
| 7   | Mount Maunganui             | 26 | 9  | 5  | 12 | 40 | 38 | 2   | 32  |
| 8   | North Shore United          | 26 | 8  | 6  | 12 | 34 | 38 | -4  | 30  |
| 9   | Miramar Rangers             | 26 | 8  | 5  | 13 | 35 | 47 | -12 | 29  |
| 10  | Hutt Valley United          | 26 | 8  | 5  | 13 | 24 | 40 | -16 | 29  |
| 11  | Wellington United           | 26 | 8  | 5  | 13 | 32 | 52 | -20 | 29  |
| 12  | Gisborne City               | 26 | 6  | 6  | 14 | 30 | 49 | -19 | 24  |
| 13  | New Plymouth Old Boys       | 26 | 5  | 6  | 15 | 28 | 47 | -19 | 21  |
| 14  | Waterside Karori            | 26 | 3  | 8  | 15 | 22 | 47 | -25 | 17  |

J: partidos jugados; G: partidos ganados; E: partidos empatados; P: partidos perdidos; GF: goles a favor;
 GC: goles en contra; DG: diferencia de goles; Pts: puntos
|  | Desafiliación para la próxima temporada |

| Bandera de Nueva Zelanda             |
| Campeón Waitakere City FC 1.º título |